# Europees kampioenschap hockey mannen 2021
De 18e editie van het Europees kampioenschap hockey voor mannen werd van 4 juni tot en met 12 juni 2021 gespeeld in het Wagenerstadion in Amstelveen, Nederland. Tegelijkertijd werd het Europees kampioenschap voor vrouwen gespeeld. 
Het toernooi werd gewonnen door Nederland dat in de finale Duitsland na shoot-outs versloeg.  Titelverdediger België behaalde de bronzen medaille door Engeland met 3-2 te verslaan. 
De beste vijf teams van dit toernooi kwalificeerden zich voor het Wereldkampioenschap in 2023.

## Gekwalificeerde teams
Naast gastland Nederland, waren de volgende teams geplaatst: de top 5 van het Europees kampioenschap van 2019 dat van 16 tot 25 augustus 2019 werd gehouden in Antwerpen en de twee beste teams van het Europees kampioenschap voor B-landen.
| Data                    | Toernooi         | Locatie            | Quotas | Gekwalificeerde teams                  |
| ----------------------- | ---------------- | ------------------ | ------ | -------------------------------------- |
| Gastland                | Gastland         | Gastland           | 1      | Nederland                              |
| 16-24 augustus 2019     | EK Hockey 2019   | Antwerpen, België  | 5      | België Duitsland Spanje Engeland Wales |
| 28 juli-3 augustus 2019 | EK voor B-Landen | Cambrai, Frankrijk | 2      | Frankrijk Rusland                      |
| Totaal                  | Totaal           | Totaal             | 8      |                                        |

## Groepsfase
Alle tijden zijn lokaal (UTC+2).

### Groep A
| Pos | Team     | Wed | W | G | V | Ptn | DV | DT | +/− | Kwalificatie       |
| --- | -------- | --- | - | - | - | --- | -- | -- | --- | ------------------ |
| 1   | Engeland | 3   | 3 | 0 | 0 | 9   | 10 | 3  | +7  | Naar halve finales |
| 2   | België   | 3   | 2 | 0 | 1 | 6   | 14 | 6  | +8  | Naar halve finales |
| 3   | Spanje   | 3   | 1 | 0 | 2 | 3   | 7  | 8  | −1  |                    |
| 4   | Rusland  | 3   | 0 | 0 | 3 | 0   | 3  | 19 | −16 |                    |

| 5 juni 2021 11:00                                       |         |         |                                                             |
| Engeland                                                | 5–0     | Rusland | Scheidsrechters: Daniel Rodríguez (ESP) Michiel Otten (NED) |
| Ansell 32' Roper 33' Wallace 44' Griffiths 47' Gall 64' | verslag |         | Scheidsrechters: Daniel Rodríguez (ESP) Michiel Otten (NED) |

| 5 juni 2021 13:15                       |         |                          |                                                         |
| België                                  | 4–2     | Spanje                   | Scheidsrechters: Coen van Bunge (NED) Ben Göntgen (GER) |
| Hendrickx 9' Boon 33', 50' Charlier 45' | verslag | Basterra 7' Lleonart 54' | Scheidsrechters: Coen van Bunge (NED) Ben Göntgen (GER) |

| 6 juni 2021 17:30                                |         |               |                                                                  |
| Spanje                                           | 5–1     | Rusland       | Scheidsrechters: Xavier Fenaert (FRA) Sébastien Michielsen (BEL) |
| Lleonart 8' Ruiz 12' Quemada 14', 33' Tarrés 15' | verslag | Matkovski 45' | Scheidsrechters: Xavier Fenaert (FRA) Sébastien Michielsen (BEL) |

| 6 juni 2021 19:45     |         |         |                                                        |
| Engeland              | 2–1     | België  | Scheidsrechters: Ben Göntgen (GER) Michiel Otten (NED) |
| Wallace 4' Ansell 31' | verslag | Boon 5' | Scheidsrechters: Ben Göntgen (GER) Michiel Otten (NED) |

| 8 juni 2021 12:30                                                                   |         |                            |                                                            |
| België                                                                              | 9–2     | Rusland                    | Scheidsrechters: Sean Edwards (ENG) Daniel Rodríguez (ESP) |
| Van Aubel 1', 30' Hendrickx 9', 13', 54' De Kerpel 10' Kina 27' Boon 41' Briels 56' | verslag | Nadirsjin 30' Koerajev 44' | Scheidsrechters: Sean Edwards (ENG) Daniel Rodríguez (ESP) |

| 8 juni 2021 17:00        |         |                    |                                                           |
| Spanje                   | 2–3     | Engeland           | Scheidsrechters: Coen van Bunge (NED) Michiel Otten (NED) |
| Quemada 27' Lleonart 49' | verslag | Ward 12', 14', 60' | Scheidsrechters: Coen van Bunge (NED) Michiel Otten (NED) |

### Groep B
| Pos | Team          | Wed | W | G | V | Ptn | DV | DT | +/− | Kwalificatie       |
| --- | ------------- | --- | - | - | - | --- | -- | -- | --- | ------------------ |
| 1   | Nederland (G) | 3   | 2 | 1 | 0 | 7   | 11 | 2  | +9  | Naar halve finales |
| 2   | Duitsland     | 3   | 2 | 1 | 0 | 7   | 16 | 8  | +8  | Naar halve finales |
| 3   | Wales         | 3   | 1 | 0 | 2 | 3   | 4  | 21 | −17 |                    |
| 4   | Frankrijk     | 3   | 0 | 0 | 3 | 0   | 7  | 12 | −5  |                    |

| 4 juni 2021 17:00                                                                           |         |                |                                                          |
| Duitsland                                                                                   | 8–1     | Wales          | Scheidsrechters: Sean Edwards (ENG) Xavier Fenaert (FRA) |
| Staib 12', 59' Bosserhoff 15' Kaufmann 18' Windfeder 25' Wellen 43' Rühr 58' Herzbruch 60+' | verslag | G. Furlong 21' | Scheidsrechters: Sean Edwards (ENG) Xavier Fenaert (FRA) |

| 4 juni 2021 20:00                        |         |           |                                                                     |
| Nederland                                | 3–0     | Frankrijk | Scheidsrechters: Francisco Vázquez (ESP) Sébastien Michielsen (BEL) |
| Janssen 21' Brinkman 30' Hertzberger 38' | verslag |           | Scheidsrechters: Francisco Vázquez (ESP) Sébastien Michielsen (BEL) |

| 5 juni 2021 20:15          |         |                                            |                                                          |
| Frankrijk                  | 2–3     | Wales                                      | Scheidsrechters: Michael Pontus (BEL) Sean Edwards (ENG) |
| Marqué 5' Van Straaten 48' | verslag | Dolan-Gray 6' G. Furlong 10' Naughalty 60' | Scheidsrechters: Michael Pontus (BEL) Sean Edwards (ENG) |

| 6 juni 2021 15:00      |         |                         |                                                            |
| Duitsland              | 2–2     | Nederland               | Scheidsrechters: Dan Barstow (ENG) Francisco Vázquez (ESP) |
| Rühr 58' Windfeder 59' | verslag | Van Ass 5' Brinkman 44' | Scheidsrechters: Dan Barstow (ENG) Francisco Vázquez (ESP) |

| 8 juni 2021 14:45                                    |         |                                              |                                                         |
| Frankrijk                                            | 5–6     | Duitsland                                    | Scheidsrechters: Michael Pontus (BEL) Dan Barstow (ENG) |
| Dumont 2' Van Straaten 4', 19' Masson 13' Marqué 22' | verslag | Häner 4', 5', 60+' Wellen 25', 54' Fuchs 33' | Scheidsrechters: Michael Pontus (BEL) Dan Barstow (ENG) |

| 8 juni 2021 20:00                                                   |         |       |                                                                  |
| Nederland                                                           | 6–0     | Wales | Scheidsrechters: Xavier Fenaert (FRA) Sébastien Michielsen (BEL) |
| Pruyser 4', 32' Hertzberger 9' De Geus 10' Kemperman 44' Bakker 60' | verslag |       | Scheidsrechters: Xavier Fenaert (FRA) Sébastien Michielsen (BEL) |

### Plaatsen 5 tot en met 8
De onderlinge resultaten uit de vorige ronde worden meegenomen

#### Groep C
| Pos | Team      | Wed | W | G | V | Ptn | DV | DT | +/− | Kwalificatie                  |
| --- | --------- | --- | - | - | - | --- | -- | -- | --- | ----------------------------- |
| 5   | Spanje    | 3   | 2 | 0 | 1 | 6   | 13 | 5  | +8  | naar Wereldkampioenschap 2023 |
| 6   | Frankrijk | 3   | 2 | 0 | 1 | 6   | 11 | 10 | +1  |                               |
| 7   | Wales     | 3   | 1 | 1 | 1 | 4   | 7  | 11 | −4  |                               |
| 8   | Rusland   | 3   | 0 | 1 | 2 | 1   | 9  | 14 | −5  |                               |

| 10 juni 2021 12:30                                                    |         |                                                               |                                                            |
| Rusland                                                               | 5–6     | Frankrijk                                                     | Scheidsrechters: Daniel Rodriguez (ESP) Sean Edwards (ENG) |
| Chajroellin 9' Nadirsjin 17' Artemov 33' Skiperskiy 36' Fattachov 58' | verslag | Rogeau 20', 54' Charlet 25', 53' Clément 37' Van Straaten 55' | Scheidsrechters: Daniel Rodriguez (ESP) Sean Edwards (ENG) |

| 10 juni 2021 14:45                                              |         |            |                                                                  |
| Spanje                                                          | 6–1     | Wales      | Scheidsrechters: Michael Pontus (BEL) Sébastien Michielsen (BEL) |
| Tarres 8' Quemada 10' Lleonart 11' Alegre 19', 43' Miralles 60' | verslag | Morgan 30' | Scheidsrechters: Michael Pontus (BEL) Sébastien Michielsen (BEL) |

| 11 juni 2021 13:45      |         |                                       |                                                            |
| Spanje                  | 2–3     | Frankrijk                             | Scheidsrechters: Michael Pontus (BEL) Coen van Bunge (NED) |
| Lleonart 7' Quemada 18' | verslag | Clément 25' Van Straaten 49' Igau 55' | Scheidsrechters: Michael Pontus (BEL) Coen van Bunge (NED) |

| 11 juni 2021 21:00           |         |                                            |                                                              |
| Wales                        | 3–3     | Rusland                                    | Scheidsrechters: Daniel Rodríguez (ESP) Xavier Fenaert (FRA) |
| Naughalty 17', 40' Jones 24' | verslag | Koerajev 24' Chajroellin 24' Matkovski 40' | Scheidsrechters: Daniel Rodríguez (ESP) Xavier Fenaert (FRA) |

### Plaatsen 1 tot en met 4
|  | Halve finale | Halve finale |              |       | Finale | Finale |
|  |              |              |              |       |        |        |
|  | 10 juni      |              |              |       |        |        |
|  |              |              |              |       |        |        |
|  | Engeland     | 2            |              |       |        |        |
|  | Engeland     | 2            | 12 juni      |       |        |        |
|  | Duitsland    | 3            |              |       |        |        |
|  | Duitsland    | 3            | Duitsland    | 2 (1) |        |        |
|  | 10 juni      |              | Duitsland    | 2 (1) |        |        |
|  |              | Nederland    | 2 (4)        |       |        |        |
|  | Nederland    | Nederland    | 2 (4)        | 2 (3) |        |        |
|  | Nederland    |              |              | 2 (3) |        |        |
|  | België       | 2 (1)        |              |       |        |        |
|  | België       | 2 (1)        | Troostfinale |       |        |        |
|  |              |              |              |       |        |        |
|  | 12 juni      |              |              |       |        |        |
|  |              |              |              |       |        |        |
|  | België       | 3            |              |       |        |        |
|  | België       | 3            |              |       |        |        |
|  | Engeland     | 2            |              |       |        |        |

#### Halve finales
| 10 juni 2021 17:00 |         |                                |                                                               |
| Engeland           | 2–3     | Duitsland                      | Scheidsrechters: Francisco Vázquez (ESP) Coen van Bunge (NED) |
| Dixon 4' Ward 59'  | verslag | Häner 1' Zwicker 9' Wellen 13' | Scheidsrechters: Francisco Vázquez (ESP) Coen van Bunge (NED) |

| 10 juni 2021 20:00                           |         |                                    |                                                      |
| Nederland                                    | 2–2     | België                             | Scheidsrechters: Ben Göntgen (GER) Dan Barstow (ENG) |
| Van Ass 52' Janssen 56'                      | verslag | De Kerpel 35' Hendrickx 53'        | Scheidsrechters: Ben Göntgen (GER) Dan Barstow (ENG) |
| Shoot-out                                    |         |                                    | Scheidsrechters: Ben Göntgen (GER) Dan Barstow (ENG) |
| Hertzberger Brinkman Kemperman Van Dam Croon | 3–1     | Denayer Wegnez Van Aubel Van Doren | Scheidsrechters: Ben Göntgen (GER) Dan Barstow (ENG) |

#### Plaatsen 3 en 4
| 12 juni 2021 10:00 |         |                          |                                                        |
| Engeland           | 2–3     | België                   | Scheidsrechters: Ben Göntgen (GER) Michiel Otten (NED) |
| Ward 32', 53'      | verslag | Boon 12', 52' Briels 41' | Scheidsrechters: Ben Göntgen (GER) Michiel Otten (NED) |

#### Finale
| 12 juni 2021 12:30   |         |                                        |                                                            |
| Duitsland            | 2–2     | Nederland                              | Scheidsrechters: Dan Barstow (ENG) Francisco Vázquez (ESP) |
| Rühr 21' Staib 56'   | verslag | Kemperman 34' Janssen 60+'             | Scheidsrechters: Dan Barstow (ENG) Francisco Vázquez (ESP) |
| Shoot-out            |         |                                        | Scheidsrechters: Dan Barstow (ENG) Francisco Vázquez (ESP) |
| Fuchs Rühr Herzbruch | 1–4     | Hertzberger Brinkman Kemperman Van Dam | Scheidsrechters: Dan Barstow (ENG) Francisco Vázquez (ESP) |

| Europees kampioen 2021 |
| ---------------------- |
|                        |
| Nederland Zesde titel  |

## Eindrangschikking
| Rang   | Land      |
| ------ | --------- |
| Goud   | Nederland |
| Zilver | Duitsland |
| Brons  | België    |
| 4      | Engeland  |
| 5      | Spanje    |
| 6      | Frankrijk |
| 7      | Wales     |
| 8      | Rusland   |

 Gekwalificeerd voor het wereldkampioenschap van 2023.
 Gedegradeerd naar het Europees kampioenschap voor B-Landen in 2023